# District de Shunde
Le district de Shunde (顺德区 ; pinyin : Shùndé Qū) est une subdivision administrative de la province du Guangdong en Chine. Il est placé sous la juridiction de la ville-préfecture de Foshan.
origine de shun de: En 1452, après la suppression de la dynastie Ming des activités de rébellion des huang xiao yang( 黃蕭養) , un pays indépendant fut officiellement établi. Avant cette année, le district de shun de faisait partie des comtés nan hai ( 南海縣 ) et xin hui. ( 新會縣）.

## Démographie
La population du district était de 1 068 426 habitants en 1999.
Quelques personnalites notables:
Bruce Lee( 李小龍 ）：acteur celebre
Lee, heung kam( 李香琴 ）： actrice celebre
Tain, wan ling( 譚婉玲 ）：redacteur principal du Kwangtung quarterly. 
( source: wikipedia )